# Carl Ernst Laue
Carl Ernst Laue (* 1790 in Neubrandenburg, Mecklenburg-Strelitz; † 1860 in Neustrelitz, Mecklenburg-Strelitz) war ein deutscher Hofmusiker und Instrumentenmacher in Neustrelitz.

## Leben und Wirken
Von 1818 ist die erste Erwähnung Laues als Hofmusiker und Notenschreiber in Neustrelitz bekannt. Mit seiner Frau Margarethe wohnte er in der Strelitzer Straße 28. Dort boten sie auch auswärtigen Schülern eine Pension, so dem späteren berühmten Archäologen Heinrich Schliemann von 1833 bis 1836.
Carl Ernst Laue kaufte von der Werkstatt Holland in Schmiedefeld in Thüringen kleine Orgeln und baute sie in der Umgebung von Neustrelitz auf, so 1843 in Mollenstorf (mit Heinrich Laue?). Diese ist als einzige dieser Orgeln erhalten. Ein Angebot für Badresch von 1846 wurde dort nicht angenommen.
1859 kaufte Laue ein Haus in der Tiergartenstraße 10 (heute 17), in dem seine Witwe bis zu deren Tod 1889 wohnte. Der Sohn Heinrich Laue (1827–1868) wurde Musiker und lebte später auch als Musiklehrer in St. Petersburg.